# 聖カタリナの神秘の結婚 (パルミジャニーノ、ロンドン)

コレッジョ『聖カタリナの神秘の結婚』(1518-1520年頃)、カポディモンテ美術館 (ナポリ)

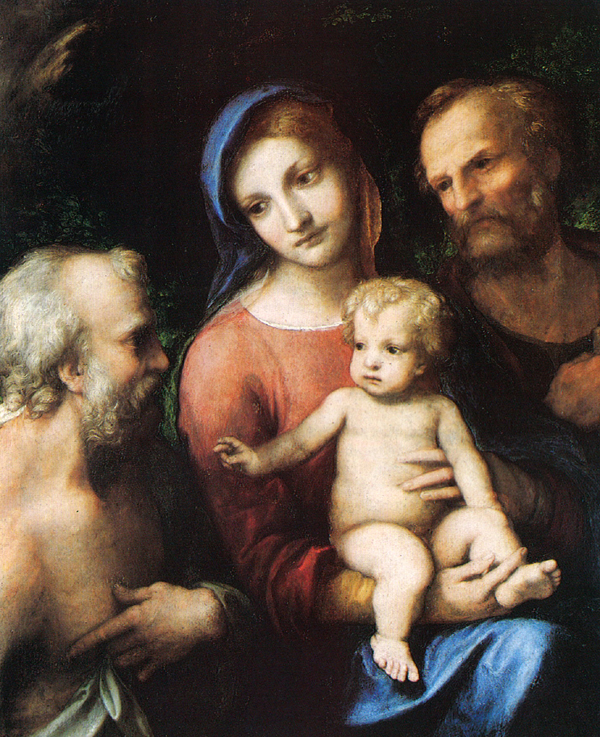
コレッジョ『聖ヒエロニムスのいる聖家族』(1515年頃)、ロイヤル・コレクション (ハンプトン・コート、ロンドン)

『聖カタリナの神秘の結婚』（せいカタリナのしんぴのけっこん、伊：Matrimonio mistico di santa Caterina d’Alessandria）は、1974年にロンドンのナショナル・ギャラリーが取得した、イタリアのマニエリスム期の巨匠、パルミジャニーノによる絵画である。1529年頃に制作され、板上に油彩で描かれている。ジュリオ・ボナソーネによって版画化された。

## 歴史
ヴァザーリは、ボローニャにいる馬具製造者の友人のためにパルミジャニーノが描いた『横から見た聖母、よい姿勢で、他のいくつかの人物と一緒にいる』について書いている。その作品は1784年にロンドンの本作と最初に関連づけられたが、一部の美術史家は、画家のローマ滞在が終わった1527年のローマ劫掠より2,3年前の制作だとしている。あるいは、画家がローマ劫掠を逃れたボローニャで描かれたのかもしれない。
本作は、1693年と1750年にボルゲーゼ・コレクションの目録に記録されていたことが美術史家のフリードバーグによって示唆された。ボルゲーゼ・コレクションには、1633年にシピオーネ・ボルゲーゼ枢機卿が逝去する少し前に枢機卿によって取得されたようである。その後、ナポレオンのイタリアへの侵攻時にボルゲーゼ・コレクションの他の作品とともに売却され、1799年か1800年にウィリアム・ヤング・オットリーに購入された。その後、1832年にソマーリー・ハウスのノーマントン伯爵のコレクションに入った。
絵画のいくつかの複製が現存している。最良のものは、アプスリー・ハウス、ボローニャ国立美術館、ダヴィア・バルゲリーニ美術館に所蔵されている。もう1点の複製が個人のコレクションにある。この複製は上部に卵型の円窓がないが、マリオ・ディ・ジャンパオロは、この作品は画家自身による複製であり、アプスリー・ハウスの作品はその複製であると主張している。

## 概要
本作は、カポディモンテ美術館にあるコレッジョの『聖カタリナの神秘の結婚』に影響されたと思われる。しかし、パルミジャニーノはコレッジョより奇妙で優雅な作品を描いている。色彩はより鮮烈で、布地はうねるようである。また人物像は捩じられ、四肢は引き伸ばされている。
奥の部屋にいる二人が誰であるか、またどのような重要性を持っているかはわかっていない。左手前の大きな男性頭部の配置も奇妙である。しかし頭部にある光輪が聖ヨセフであることを示唆している（とはいえ、絵画中の他の人物には光輪がない）。男性像は、英国のロイヤル・コレクションにあるコレッジョの『聖家族』の左に描かれている髭のある男性に基づいているようである。

## パルミジャニーノ作の同主題作品

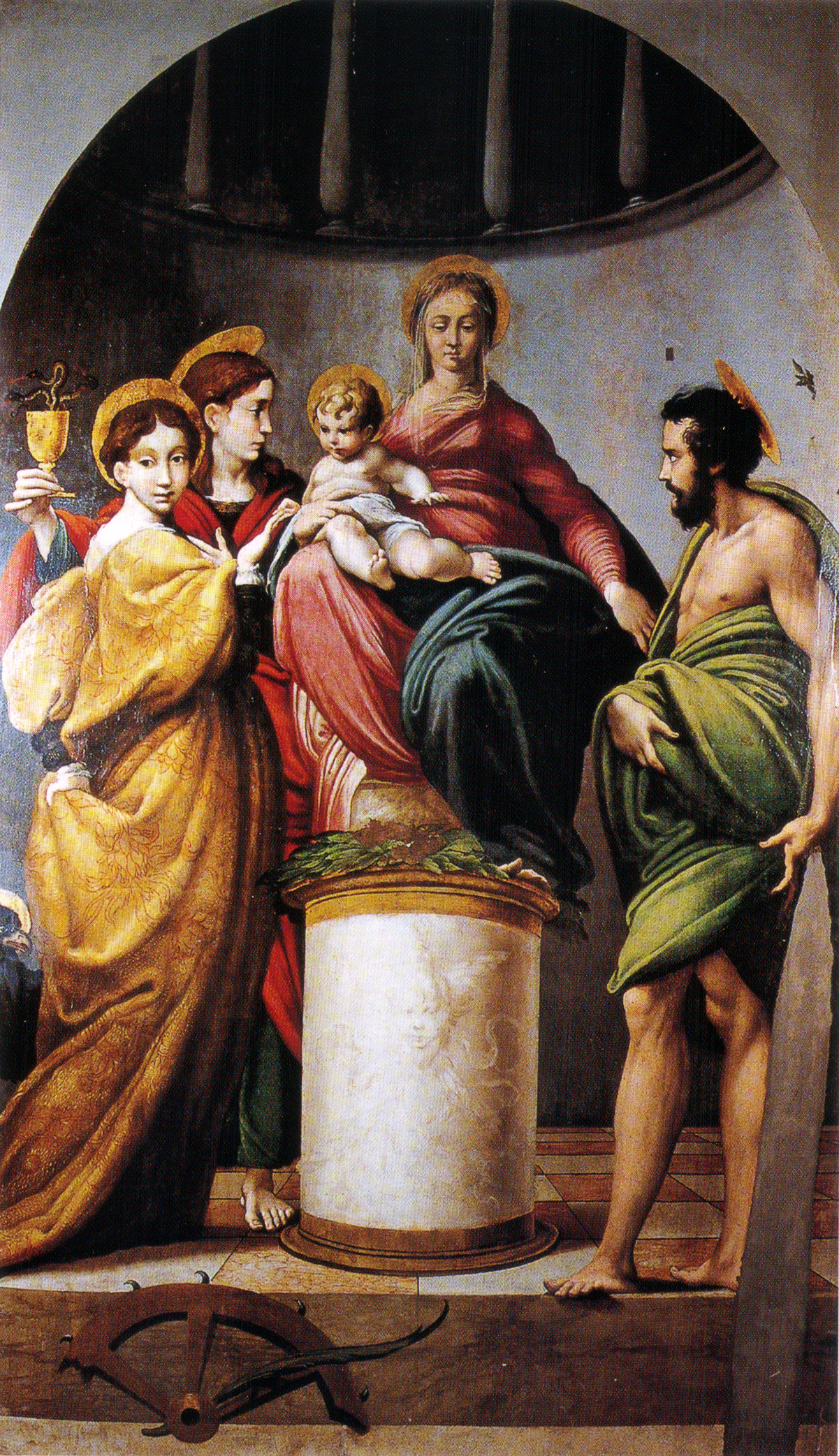
『バルディの祭壇画』(1512年)、サンタ・マリア・アッドロラータ教会（イタリア語版）
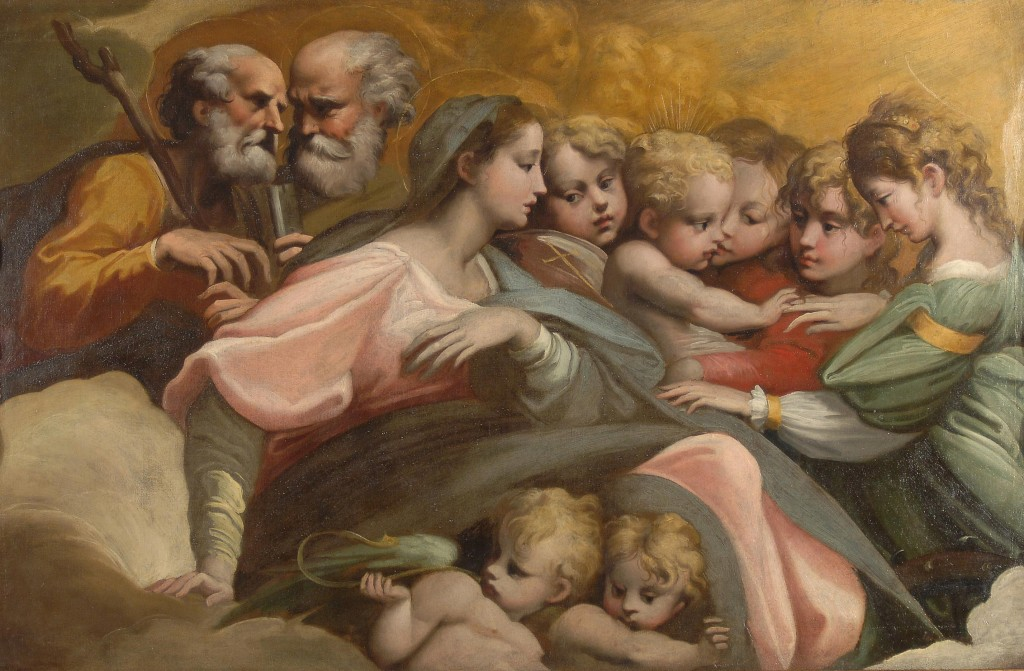
『聖カタリナの神秘の結婚』(1524年)、 パルマ国立美術館
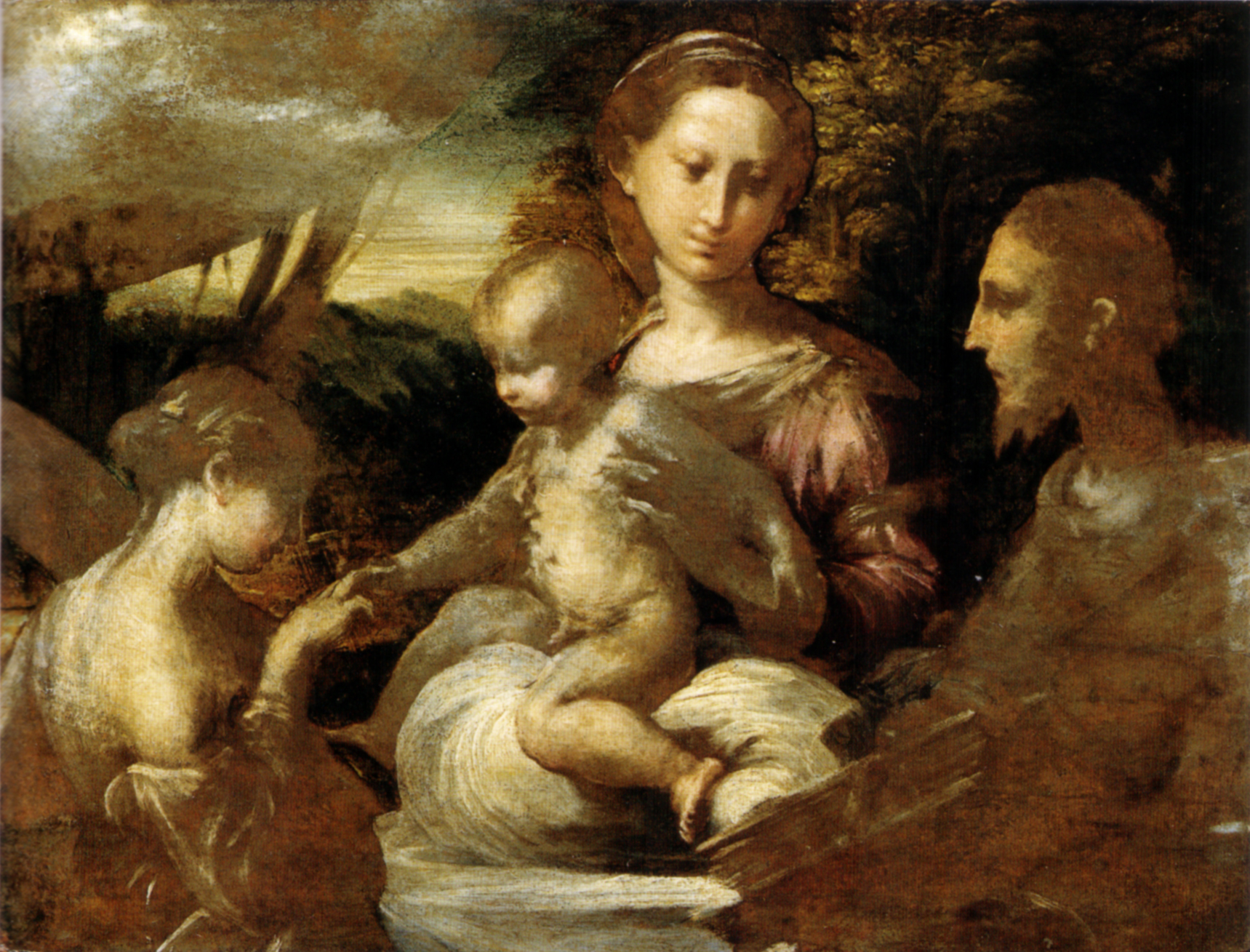
『聖カタリナの神秘の結婚』(1529年頃)、ルーヴル美術館